# Robert voor beste lange documentaire
De Robert voor beste lange documentaire (langer dan 40 minuten) is een filmprijs die jaarlijks op de Robertfest uitgereikt wordt door de Danmarks Film Akademi.  

## Winnaars
| Jaar | Titel documentaire                                                                    |
| ---- | ------------------------------------------------------------------------------------- |
| 2003 | Family van Sami Saif & Phie Ambo                                                      |
| 2004 | Angels of Brooklyn van Camilla Hjelm Knudsen & Martin Pieter Zandvliet                |
| 2005 | Med ret til at dræbe van Morten Henriksen & Peter Øvig Knudsen                        |
| 2006 | The Swenkas van Jeppe Rønde                                                           |
| 2007 | Ondskabens Anatomi van Ove Nyholm                                                     |
| 2008 | Slobodan Milosevic - Præsident under anklage van Michael Christoffersen & Mette Heide |
| 2009 | Burma VJ van Anders Østergaard                                                        |
| 2010 | Fra Haifa til Nørrebro van Omar Shargawi                                              |
| 2011 | Armadillo van Janus Metz Pedersen                                                     |
| 2012 | Ambassadøren van Mads Brügger                                                         |
| 2013 | The Act of Killing van Joshua Oppenheimer                                             |
| 2014 | Drømmen om en familie van Mira Jargil                                                 |
| 2015 | The Look of Silence van Joshua Oppenheimer                                            |
| 2016 | The Man Who Saved the World van Peter Anthony                                         |
| 2017 | Dem vi var van Sine Skibsholt                                                         |